# Cineclassics
Cineclassics fue un canal de televisión español de pago que mantuvo sus emisiones entre 1994 y junio de 2003. 

## Historia
Cineclassics comenzó sus emisiones en 1994 dentro de la plataforma de televisión analógica por satélite, Canal Satélite (tres años más tarde Canal Satélite Digital). Es la versión española del canal francés Cinefil (actualmente Ciné+ Classic), y producida por MultiThématiques (que más tarde produciría también en España el canal Seasons).
El canal emitía clásicos del cine en blanco y negro, hasta noviembre de 2001, fecha en la que comenzó a pasar algunas cintas en color. La cadena producía además tertulias sobre cine ("El Club", "Hollywood Classics") e incluía dibujos animados clásicos ("Cartoon Factory") en su programación.
El 30 de junio de 2003 cesó sus emisiones en España.